# プラネタリー・オブザーバー計画
プラネタリー・オブザーバー計画（プラネタリー・オブザーバーけいかく、Planetary Observer program）は、かつてアメリカ航空宇宙局(NASA)が実行していた、より安価な探査機で惑星探査を行う計画である。地球周回衛星の技術や部品を利用した共通の惑星探査機プラットフォームを採用することで、個々の探査機の設計・製造コストを抑える想定だった。しかし、この計画に基づいて製造されたのは火星探査機「マーズ・オブザーバー」1機のみであり、それ以降の探査はキャンセルされた。

## 歴史
1970年代のNASAは、数十億ドルをつぎ込んだ大規模な宇宙計画を実行していたが、1980年代には、1990年代以降に向けてより安価に宇宙計画を実行する方向性が模索されていた。
1983年、NASAの太陽系探査委員会は、プラネタリー・オブザーバー計画とマリナー・マークIIという2つの計画を発表した。プラネタリー・オブザーバー計画は、太陽系内の各惑星の探査計画であり、地球周回衛星の技術を利用してコストを低く抑える構想だった。それに対して、マリナー・マークIIは、大型宇宙船により太陽系圏外を探査する計画だった。
プラネタリー・オブザーバー計画の1号機として火星探査機「マーズ・オブザーバー」が1985年に承認され、1992年に打ち上げられた。2号機の月探査機「ルナ・オブザーバー」は、1991年に承認され、1997年に打ち上げが予定されていた。水星探査機「マーキュリー・オブザーバー」も、1997年の打ち上げを目指していた。しかし、1992年度の連邦議会による予算削減のため、2号機以降の計画はキャンセルされ、割り当てられた予算は全てマーズ・オブザーバーに投入された。

### マーズ・オブザーバー
マーズ・オブザーバー(Mars Observer)は、火星の表面や気候の研究のために設計された無人探査機である。1992年9月25日に打ち上げられたが、火星の周回軌道に投入される3日前の1993年8月21日に探査機との通信が途絶し、そこから通信を再開させることができなかった。

### ルナ・オブザーバー
ルナ・オブザーバー(Lunar Observer)は、1991年度にジョージ・H・W・ブッシュ大統領により初年度の1億8800万ドルの予算が承認された。打ち上げ予定は1997年で、月の極の上空約70キロメートルの軌道に投入することが予定されていた。また、ソビエト連邦がこの計画に関心を示し、ソ連がNASAと協力して一部の機器を開発することも提案されていた。しかし、前述のように1992年に計画はキャンセルされた。